# Miika Hietanen
Miika Hietanen (Helsinki, 21 de enero de 1968) es un ciclista finlandés ya retirado que fue profesional de 1995 a 1999.

## Palmarés
| 1992 - Gran Premio de Marbriers - 1 etapa del Circuito Franco-Belga 1993 - 1 etapa del Circuito Franco-Belga 1994 - Campeonato de Finlandia Contrarreloj 1995 - Circuito de Guecho 1997 - Campeonato de Finlandia Contrarreloj - Campeonato de Finlandia en Ruta | 1998 - Campeonato de Finlandia Contrarreloj - 3.º en el Campeonato de Finlandia en Ruta - Ronde de l'Oise 1999 - Campeonato de Finlandia Contrarreloj - Campeonato de Finlandia en Ruta 2000 - París-Chauny 2001 - 1 etapa del Tour Nord-Isère |